# 이해관계자
이해관계자(利害關係者, 영어: stakeholder)는 기업·행정·NPO 등과 관련하여 직접·간접적으로 이해관계를 가지는 사람을 가리킨다. 예를 들어 기업에 대하여 이해관계를 갖는 개인 또는 그룹을 말하며 주주나 사채권자 외에도 노동자, 소비자, 하청업체 등도 기업의 이해관계자로 본다. 상법 등에서 법률상 이해관계의 당사자를 뜻하기도 한다.

## 이해관계자 이론
Post, Preston, Sachs (2002)는 "이해 관계자"라는 용어의 정의를 사용한다: "조직에 관심이나 우려가있는 사람, 그룹 또는 조직 이해 관계자는 조직의 행동, 목표 및 정책에 영향을 주거나 영향을받을 수 있다. 주요 이해 관계자의 예는 채권자, 이사, 직원, 정부 (및 그 대행사), 소유자 (주주), 공급 업체, 노동 조합 및 기업이 자원을 확보하는 지역 사회 등이 있다. 모든 이해 관계자가 동등하지는 않다. 공정한 거래 관행을 받을 자격이 있지만 회사 직원과 동일한 배려를 받을 자격은 없다. 기업의 이해 관계자는 자발적으로 또는 비자발적으로 부의 창출 역량 및 활동에 기여하는 잠재적 수혜자 및 / 또는 위험 부담자인 개인 및 선거구이다." 이 정의는 경쟁자를 기업의 이해 관계자로 포함하는 이해 관계자 이론(Stakeholder theory, Freeman, 1983)에서 이해 관계자라는 용어의 이전 정의와 다르다. Robert Allen Phillips는 이해 관계자 이론 및 조직 윤리에서 이해 관계자 이론의 윤리(Stakeholder Theory and Organizational Ethics)를 다룬다. 여기서 그는 John Rawls의 작업을 기반으로 하는 "이해 관계자 공정성 원칙"과 규범 적 및 유추 적 합법적 이해 관계자 간의 구별을 옹호한다. 지분 소유자 인 진정한 이해 관계자 : 합법적 인 지분을 가진 진정한 이해 관계자, 상호 이익을 위해 노력하는 충실한 파트너이다. 이해 관계자는 회사의 지분을 소유하고 소유 할 자격이 있다. 이해 관계자 상호성은 이사회에 누가 누가 동의해야하는지에 대한 기업 지배 구조 토론에서 혁신적인 기준이 될 수 있다. 기업의 사회적 책임은 기업의 이해 관계자의 책임을 의미해야 한다.
| 이해관계자              | 이해관계자 관심 사항                                                |
| ----------------------- | ------------------------------------------------------------------- |
| 정부 (Government)       | 세금, 부가가치세, 법률, 고용, 정직한 공시, 합법성, 외부효과         |
| 종업원 (Employees)      | 금여, 고용 안정성, 보상, 존중. 정직한 의사소통, 칭찬, 승인          |
| 고객 (Customers)        | 제품 가치, 품질, 고객관리, 윤리적 상품                              |
| 공급자 (Suppliers)      | 제품의 공급사 및 협력사, 영업기회의 공정성                          |
| 채권자 (Creditors)      | 신용 점수, 신규계약, 유동성                                         |
| 지역사회 (Community)    | 일자리, 참여 개입, 환경보호, 공유, 정직한 의사소통                  |
| 노동조합 (Trade Unions) | 노동의 질, 근로자 보호, 일자리                                      |
| 소유자, 오너 (Owners)   | 수익성, 재직기간, 시점점유율, 시장에서의 지위, 승계 계획, 자본 조달 |
| 투자자 (Investors)      | 투자자본수익률, 투자수익                                            |

## 같이 보기
- 에스크로